# Peter O’Brien
Peter O’Brien (* 25. März 1960 in Murray Bridge, South Australia) ist ein australischer Schauspieler.

## Leben
O’Brien wurde als Sohn von Jack und Betty O’Brien in Jervois, Murray Bridge, geboren, wo er auch aufwuchs. Zunächst nahm er ein Lehramtsstudium auf und arbeitete auch kurze Zeit als Lehrer am Mercedes College in Springfield, Adelaide. Er sendete ein Video von sich an Grundy Light Entertainment in der Hoffnung, Schauspieler zu werden. Kurze Zeit später erhielt er seine erste Rolle in der kurzlebigen Fernsehserie Starting Out. Großen Erfolg hatte O’Brien als Shane Ramsey in der Familienserie Nachbarn, in der er von 1985 bis 1987 auftrat. Für diese Rolle war er 1987 für einen Logie Award in der Kategorie Most Popular Actor nominiert. Nach seinem Ausstieg bei Nachbarn war er zwei Jahre lang als Pilot Sam Patterson in Die fliegenden Ärzte zu sehen. O’Brien ging danach nach England, wo er u. a. in Serien wie Queer as Folk (1999) zu sehen war, aber auch in Theaterproduktionen wie Der Zauberer von Oz und The Pirates of Penzance mitwirkte. Nach seiner Rückkehr nach Australien trat er u. a. in Nora oder Ein Puppenheim von Henrik Ibsen auf. Sein Schaffen für Film und Fernsehen umfasst rund 100 Produktionen.
Für seine Rolle in der Fernsehserie White Collar Blue wurde er 2003 mit einem Silver Logie in der Kategorie Most Outstanding Actor In A Drama Series ausgezeichnet. Außerdem war er 2002 für einen Award des Australia Film Institutes in der Kategorie Best Actor in a Leading Role in a Television Drama nominiert.
Seit dem 1. Januar 2003 ist O’Brien mit der Schauspielerin Miranda Otto, der Tochter von Barry Otto, verheiratet. Die beiden haben eine gemeinsame Tochter. Zuvor war er von 1990 bis 1994 mit Schauspielerin Joanna Riding verheiratet.

## Filmografie
- 1983: Starting Out (Fernsehserie)
- 1983: Carson & Carson (Carson's Law, Fernsehserie)
- 1985–1987, 2022: Nachbarn (Neighbours, Fernsehserie)
- 1988–1991: Die fliegenden Ärzte (The Flying Doctors, Fernsehserie)
- 1990: The Gift (Fernseh-Miniserie)
- 1990: A Kink in the Picasso
- 1991: The Trials of Oz
- 1993: Law of the Land (Fernsehserie)
- 1994–1995: The All New Alexei Sayle Show (Fernsehserie)
- 1995–1996: Cardiac Arrest (Fernsehserie)
- 1996: Shark Bay (Fernsehserie)
- 1996: Hotel de Love
- 1996: Michael Collins
- 1997: Spellbinder – Im Land des Drachenkaisers (Spellbinder: Land of the Dragon Lord, Fernsehserie)
- 1998: Das Zugunglück (Day of the Roses)
- 1998: Minty (Fernsehserie)
- 1998: The Violent Earth (Fernseh-Miniserie)
- 1998: Entertaining Angels (Kurzfilm)
- 1999: Queer as Folk (Fernsehserie)
- 1999: See How They Run (Fernsehkurzfilm)
- 1999: Sally Marshall Is Not an Alien
- 1999: Sabrina verhext Australien (Sabrina, Down Under)
- 2000: Deceit (Fernsehfilm)
- 2001: The Innocent (Fernsehfilm)
- 2001: Das Zugunglück (The Day of the Roses, Fernsehfilm)
- 2001: Shades (Fernseh-Miniserie)
- 2002: The Pact
- 2002–2003: White Collar Blue (Fernsehserie)
- 2003: Air Terror – Killerjagd über dem Pazifik (Code 11-14, Fernsehfilm)
- 2004: Through My Eyes: The Lindy Chamberlain Story (Fernsehfilm)
- 2004: The Bill (Fernsehserie)
- 2005: Hell Has Harbour Views (Fernsehfilm)
- 2006: The Return
- 2006: Fatal Contact: Bird Flu in America (Fernsehfilm)
- 2007: Casualty (Fernsehserie)
- 2009–2010: Underbelly – Krieg der Unterwelt (Fernsehserie)
- 2009: A World Away (Kurzfilm)
- 2009: X-Men Origins: Wolverine
- 2009: 30 Seconds (Fernsehserie)
- 2010–2012: Dance Academy – Tanz deinen Traum! (Dance Academy, Fernsehserie)
- 2010: Beat (Kurzfilm)
- 2012: Careless Love
- 2012: Undertow
- 2012: Dangerous Remedy (Fernsehfilm)
- 2016: Maximum Ride: Experiment Engel (Maximum Ride)
- 2018: Lake Alice
- 2018: Tidelands (Fernsehserie, 8 Folgen)
- 2021: The Unusual Suspects (Miniserie, 4 Folgen)
- 2022: Grey Nomads (Fernsehserie, 4 Folgen)

Gastauftritte
- 1984: Prisoner (Episode 1x436)
- 1985: The Henderson Kids (Episode 1x09)
- 1991: Performance (Episode 1x05)
- 1992: Cluedo (Episode 1x09)
- 1992/1993: Crime Story (2 Episoden)
- 1993: Time Trax – Zurück in die Zukunft (Episode 1x08)
- 1993: Taggart (Episode 9x03)
- 1993/1995: G.P. (2 Episoden)
- 1997: Big Sky (2 Episoden)
- 1999: Queen Kat, Carmel & St Jude (2 Episoden)
- 1999: Stingers (Episode 2x09)
- 1999: Halifax (Episode 1x15)
- 2000: The Knock (4 Episoden)
- 2000–2001: Water Rats – Die Hafencops (4 Episoden)
- 2001: Die verlorene Welt (The Lost World, Episode 2x11)
- 2001: Relic Hunter – Die Schatzjägerin (RelicHunter, Episode 2x22)
- 2002: Young Lions (Episode 1x01)
- 2005: Blue Heelers (3 Episoden)
- 2006: Nightmares & Dreamscapes: Nach den Geschichten von Stephen King (Episode 1x06)
- 2007: Gossip Girl (Episode 1x04)
- 2008: City Homicide (Episode 2x05)
- 2009: Rogue Nation (Episode 1x02)
- 2009: Doctor Who (Episode: The Waters of Mars)
- 2009: All Saints (Episode 12x01)
- 2011: Crownies (Episode 1x13)
- 2012: Miss Fishers mysteriöse Mordfälle (Miss Fisher’s Murder Mysteries, Episode 1x07)